# Đảo Whitsunday
Đảo Whitsunday là hòn đảo lớn nhất trong quần đảo Whitsunday nằm ngoài khơi bờ biển Trung Queensland, Úc. Tại đây có bãi biển Whitehaven được CNN.com đánh giá là bãi biển sinh thái thân thiện hàng đầu thế giới vào tháng 7 năm 2010. Không nên nhầm lẫn hòn đảo này với đảo Pinaki thuộc quần đảo Tuamotu cũng được Samuel Wallis đặt tên là "Đảo Whitsunday" vào năm 1767. Hòn đảo này hiện không có người ở nhưng trong quá khứ nó đã từng là nơi định cư của người Ngaro. Khu trại đầu tiên trong số các khu trại trên đảo được thành lập bởi Eugene Fitzalan vào năm 1861 nhằm khai thác những cây thông lớn phục vụ cho xây dựng các tòa nhà ở đất liền.

## Địa lý
Có thể đến đảo bằng thuyền từ các cảng du lịch trên đại lục như Airlie và Shute. Nó chứa nhiều điểm đến phổ biến cho cả du khách vào ban ngày và thủy thủ đoàn vào ban đêm, bao gồm bãi cát trắng tuyệt đẹp của bãi biển Whitehaven và vịnh nhỏ Hill, nơi neo đậu an toàn của cảng Cid và đường thủy được che chắn của vịnh nhỏ Gulnare. Trên đảo cũng có sáu khu cắm trại cho khách qua đêm.
Được đặt tên bởi thuyền trưởng James Cook vào đầu tháng 6 năm 1770, hòn đảo có diện tích 27.508 ha (275,08 km2). Xung quanh các vịnh ở phía bắc của đảo là những thảm cỏ biển hỗ trợ môi trường sống cho nhiều loại sinh vật biển. Chuột túi Wallaby thông thường được nhìn thấy nhiều trên đảo.
Vùng biển ở đây ấm áp, trong vắt, nông, giàu dinh dưỡng và chảy nhanh do dòng thủy triều lớn khiến chúng rất phù hợp cho sự phát triển của các rạn san hô viền bờ.

## Thư viện ảnh

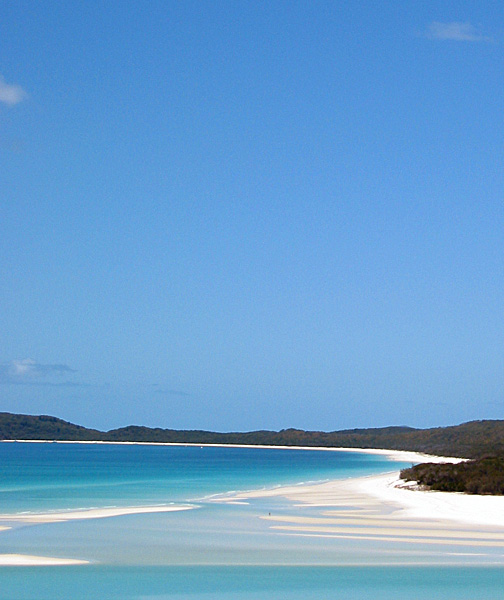
Bãi biển Whitehaven
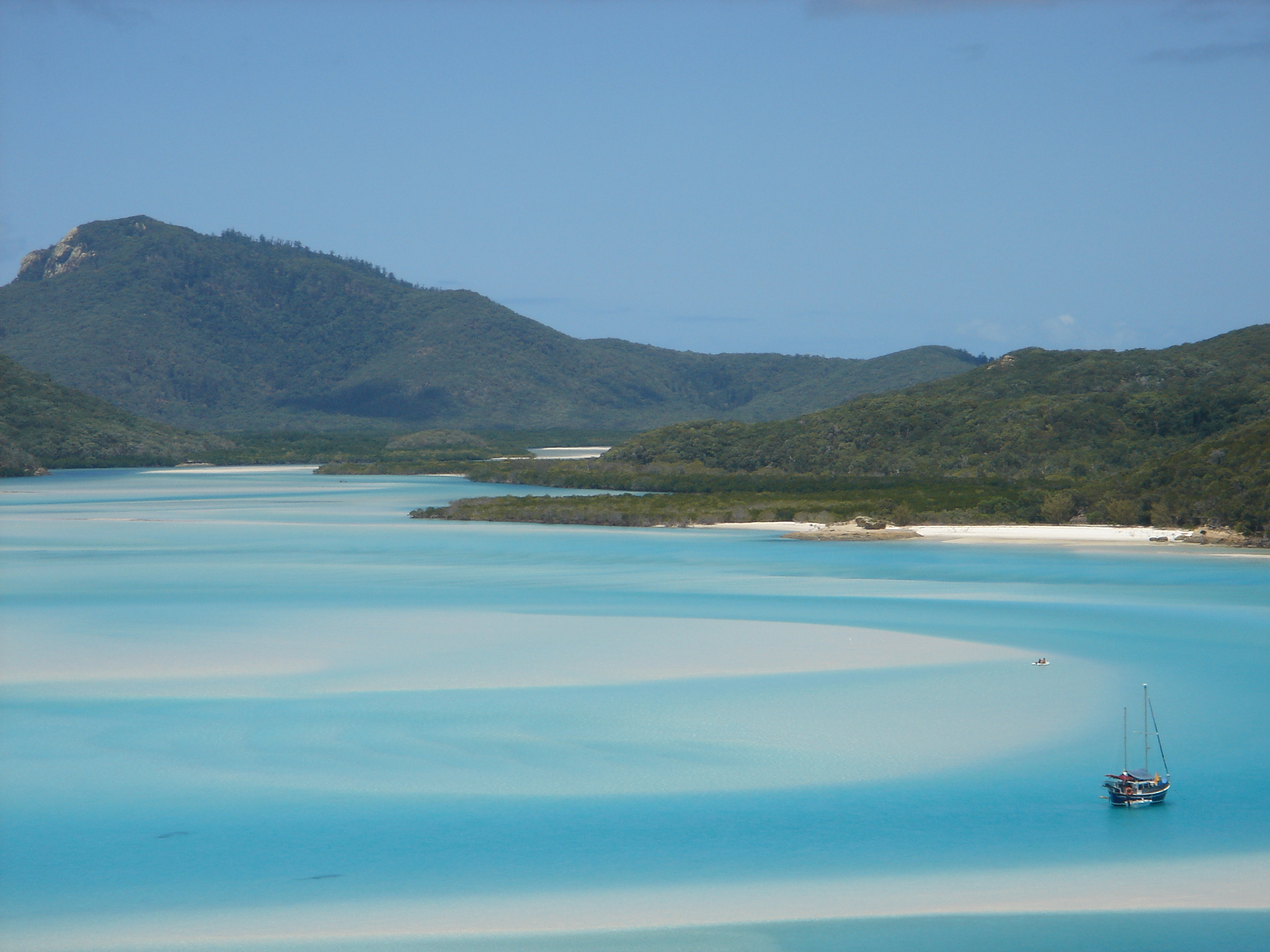
Vịnh Hill, phía bắc của bãi biển Whitehaven
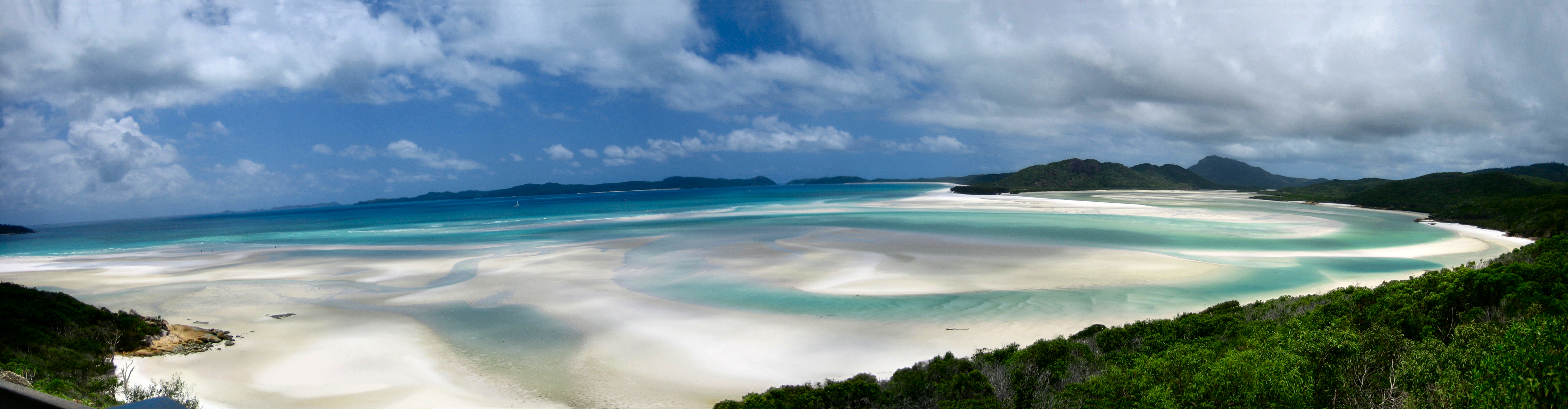
Toàn cảnh bãi biển Whitehaven